# Бел (Флорида)
Бел (енгл. Bell) град је у америчкој савезној држави Флорида. По попису становништва из 2010. у њему је живело 456 становника.

## Демографија
Према попису становништва из 2010. у граду је живело 456 становника, што је 107 (30,7%) становника више него 2000. године.
| Група             | 2000.       | 2010.       |
| Белци             | 332 (95,1%) | 398 (87,3%) |
| Афроамериканци    | 7 (2,0%)    | 2 (0,4%)    |
| Азијати           | 0 (0,0%)    | 4 (0,9%)    |
| Хиспаноамериканци | 5 (1,4%)    | 49 (10,7%)  |
| Укупно            | 349         | 456         |